# 大塘镇 (佛山市)
大塘镇，是中华人民共和国广东省佛山市三水区下辖的一个行政建制镇。

## 行政区划
大塘镇下辖以下地区：
大塘社区、永丰村、莘田村、永平村、连滘村、大塘村、六一村和潦边村。